# Mandylion (álbum)
| Críticas profissionais                                                      | Críticas profissionais |
| Avaliações da crítica                                                       | Avaliações da crítica  |
| Fonte                                                                       | Avaliação              |
| --------------------------------------------------------------------------- | ---------------------- |
| All Music Guide                                                             | [ 1 ]                  |
| Sputnikmusic                                                                | [ 2 ]                  |
| Metal Storm                                                                 | [ 3 ]                  |
| Esta tabela precisa de ser acompanhada por texto em prosa. Consulte o guia. |                        |

Mandylion é o terceiro álbum de estúdio da banda holandesa The Gathering e foi lançado em 22 de agosto de 1995 pela Century Media Records. É o primeiro álbum com a participação da vocalista Anneke van Giersbergen. O disco foi gravado e mixado no Woodhouse Studios em Hagen, Alemanha, entre 1º e 16 de junho de 1995 sob a direção de Siggi Bemm e Waldemar Sorychta.
Duas das canções contém citações da cultura popular: "Strange Machines" contém uma passagem da versão em filme de George Pal do livro The Time Machine de H. G. Wells e "Sand & Mercury" termina com uma gravação de J. R. R. Tolkien lendo uma citação de Simone de Beauvoir.
Foram lançados vídeoclipes para as faixas "Leaves", "Strange Machines" e "In Motion #2".
As letras do álbum falam de temas diversos. "Strange Machines" é sobre viajar pelo tempo e o desejo de vivenciar o passado. "Eleanor" é sobre pessoas que usam "máscaras", fingindo ser outrem e assim gastando muita energia e não sendo felizes. "In Motion #1" consiste na verdade somente em sentimentos escritos, mas seu significado é decifrado em "In Motion #2", que é sobre uma pessoa que está partindo e fazendo com que a outra sinta que uma parte de si morreu."Leaves" também é sobre alguém que está partindo, mas de outra forma; alguém que não se conhece de verdade mas que, de alguma forma, tocou o coração daquele que permaneceu. "Fear the Sea" é sobre a água e a natureza, uma reflexão sobre os caminhos percorridos pela água até essa ser bebida pelos humanos e como essa também pode causar destruições ambientais eventualmente. "Sand & Mercury" é uma reflexão sobre a última hora de vida de alguém e sobre dizer adeus a quem se ama nessa hora (Anneke vivenciou isso em sua família).

## Faixas
Todas as letras foram escritas por Anneke van Giersbergen e todas as músicas foram compostas por The Gathering.
| N.º | Título                     | Duração |  |
| 1.  | "Strange Machines"         | 6:04    |  |
| 2.  | "Eléanor"                  | 6:42    |  |
| 3.  | "In Motion #1"             | 6:56    |  |
| 4.  | "Leaves"                   | 6:01    |  |
| 5.  | "Fear the Sea"             | 5:50    |  |
| 6.  | "Mandylion" (instrumental) | 5:02    |  |
| 7.  | "Sand & Mercury"           | 9:57    |  |
| 8.  | "In Motion #2"             | 6:08    |  |

| Disco 2 - Relançamento de 2005 pela Century Media |                                   |         |  |
| N.º                                               | Título                            | Duração |  |
| 1.                                                | "In Motion #1 (Demo)"             | 7:28    |  |
| 2.                                                | "Mandylion (Demo)" (instrumental) | 4:42    |  |
| 3.                                                | "Solar Glider (Demo)"             | 4:35    |  |
| 4.                                                | "Eléanor (Demo)"                  | 6:38    |  |
| 5.                                                | "In Motion #2 (Demo)"             | 7:18    |  |
| 6.                                                | "Third Chance (Demo)"             | 5:53    |  |
| 7.                                                | "Fear the Sea (Demo)"             | 6:28    |  |

Disco 2, Demos 1–3 gravadas em junho de 1994 no Beaufort Studio.

Disco 2, Demos 4–7 gravadas no começo de 1995 no Double Noise Studio em Tilburg.

## Despenho nas tabelas musicais
| Tabela musical (1995) | Melhor posição |
| --------------------- | -------------- |
| Dutch Albums Chart    | 20             |

## Créditos
- Anneke van Giersbergen - vocal
- Frank Boejen - teclado
- Hugo Prinsen Geerligs - baixo
- Hans Rutten - bateria
- René Rutten - flauta
- Jelmer Wiersma - guitarra